# Serie di Wiener
In matematica, la serie Wiener (o espressione G-funzionale di Wiener) ha origine dal libro di Norbert Wiener del 1958. Si tratta di un'espansione ortogonale per funzionali non lineari strettamente correlata alla serie di Volterra e che ha la stessa relazione con l'espansione polinomiale di Hermite ortogonale a una serie di potenze. Per questo motivo è noto anche come espansione Wiener-Hermite. L'analogo dei coefficienti è indicato come kernel Wiener. I termini della serie sono ortogonali (non correlati) rispetto a un input statistico di rumore bianco. Questa proprietà consente ai termini di essere identificati nelle applicazioni dal metodo Lee-Schetzen.
La serie di Wiener è importante nell'identificazione del sistema dinamico. In questo contesto, la serie approssima la relazione funzionale dell'output all'intera cronologia dell'input di sistema in qualsiasi momento. La serie Wiener è stata applicata principalmente all'identificazione di sistemi biologici, in particolare nelle neuroscienze.
Il nome serie di Wiener è utilizzato quasi esclusivamente nella teoria dei sistemi. Nella letteratura matematica si dimostra come l'espansione Itô (1951)  ha una forma diversa ma è del tutto equivalente alla serie di Wiener.
La serie di Wiener non deve essere confusa con il filtro di Wiener, che è un altro algoritmo sviluppato da Norbert Wiener utilizzato nell'elaborazione del segnale.

## Espressioni G-funzionali di Wiener
Dato un sistema con una coppia di input / output {\displaystyle (x(t),y(t))} dove l'input è un rumore bianco con valore medio zero e potenza A, possiamo scrivere l'output del sistema come somma di una serie di funzionali G di Wiener{\displaystyle y(n)=\sum _{p}{(G_{p}x)(n)}}
Di seguito verranno fornite le espressioni dei funzionali G fino al quinto ordine:
{\displaystyle (G_{0}x)(n)=k_{0}=E\left\{{y(n)}\right\};}
{\displaystyle (G_{1}x)(n)=\sum _{\tau _{1}=0}^{N_{1}-1}{k_{1}(\tau _{1})x(n-\tau _{1})};}
{\displaystyle (G_{2}x)(n)=\sum _{\tau _{1},\tau _{2}=0}^{N_{2}-1}{k_{2}(\tau _{1},\tau _{2})x(n-\tau _{1})x(n-\tau _{2})}-A\sum _{\tau _{1}=0}^{N_{2}-1}{k_{2}(\tau _{1},\tau _{1})};}
{\displaystyle (G_{3}x)(n)=\sum \limits _{\tau _{1},\ldots ,\tau _{3}=0}^{N_{3}-1}{k_{3}(\tau _{1},\tau _{2},\tau _{3})x(n-\tau _{1})x(n-\tau _{2})x(n-\tau _{3})}-3A\sum _{\tau _{1}=0}^{N_{3}-1}\sum _{\tau _{2}=0}^{N_{3}-1}k_{3}(\tau _{1},\tau _{2},\tau _{2})x(n-\tau _{1});}
{\displaystyle (G_{4}x)(n)=\sum \limits _{\tau _{1},\ldots ,\tau _{4}=0}^{N_{4}-1}k_{4}(\tau _{1},\tau _{2},\tau _{3},\tau _{4})x(n-\tau _{1})x(n-\tau _{2})x(n-\tau _{3})x(n-\tau _{4})+}
{\displaystyle -6A\sum \limits _{\tau _{1},\tau _{2}=0}^{N_{4}-1}\sum \limits _{\tau _{3}=0}^{N_{4}-1}{k_{4}(\tau _{1},\tau _{2},\tau _{3},\tau _{3})x(n-\tau _{1})x(n-\tau _{2})}+3A^{2}\sum \limits _{\tau _{1},\tau _{2}=0}^{N_{4}-1}{k_{4}(\tau _{1},\tau _{1},\tau _{2},\tau _{2})};}
{\displaystyle (G_{5}x)(n)=\sum \limits _{\tau _{1}\ldots \tau _{5}=0}^{N_{5}-1}k_{5}(\tau _{1},\tau _{2},\tau _{3},\tau _{4},\tau _{5})x(n-\tau _{1})x(n-\tau _{2})x(n-\tau _{3})x(n-\tau _{4})x(n-\tau _{5})+}
{\displaystyle -10A\sum \limits _{\tau _{1},\ldots \tau _{3}=0}^{N_{5}-1}\sum \limits _{\tau _{4}=0}^{N_{5}-1}k_{5}(\tau _{1},\tau _{2},\tau _{3},\tau _{4},\tau _{4})x(n-\tau _{1})x(n-\tau _{2})x(n-\tau _{3})}
{\displaystyle +15A^{2}\sum \limits _{\tau _{1}=0}^{N_{5}-1}\sum \limits _{\tau _{2},\tau _{3}=0}^{N_{5}-1}k_{5}(\tau _{1},\tau _{2},\tau _{2},\tau _{3},\tau _{3})x(n-\tau _{1}).}